# Illoud
Illoud – miejscowość i gmina we Francji, w regionie Grand Est, w departamencie Górna Marna.
Według danych na rok 1990 gminę zamieszkiwały 354 osoby, a gęstość zaludnienia wynosiła 26 osób/km².